# Goshūshō-sama Ninomiya-kun
Goshūshō-sama Ninomiya-kun (ご愁傷さま二ノ宮くん? lett. "Condoglianze, Ninomiya-kun" o "Buona fortuna, Ninomiya-kun") è una serie di light novel scritta da Daisuke Suzuki ed illustrata da Kyōrin Takanae. La serie è pubblicata dalla Fujimi Shobō sotto l'etichetta Fujimi Fantasia Bunko a partire da aprile 2005. Una serie manga realizzata sempre da Daisuke Suzuki ha iniziato ad essere serializzata nell'ottobre 2007 sulla rivista della Fujimi Shobo, Monthly Dragon Age. Un adattamento animato della AIC Spirits è stato trasmesso in Giappone da ottobre a dicembre 2007.

## Trama
Shungo Ninomiya è uno studente delle scuole superiori un po' fuori dal comune; oltre agli studi, è stato formato da sua sorella Ryoko per essere il miglior mercenario sulla piazza. La loro nuova missione troverà coinvolti Mayu e Mikihiro Tsukimura, fratello e sorella, la cui peculiarità sta nel possedere i poteri di succube. Ma un problema affligge Mayu, ella infatti soffre di androfobia (paura del sesso maschile). Il nuovo obbiettivo di Shungo sarà quello di aiutare a superare la paura di Mayu e proteggerla dagli uomini che, il suo potere di succube attrae involontariamente. Oltre a diventare strumento di vari “esperimenti sociali” insieme a Mayu a causa di sua sorella Ryoko, Shungo si troverà contro, per via della popolarità di Mayu a scuola, le mire della presidentessa del consiglio studentesco, Reika Hōjō, ad aggravarne il compito.

## Personaggi
Shungo Ninomiya (二ノ宮峻護?, Ninomiya Shungo)
Doppiato da: Junji Majima
Shungo è un ragazzo liceale che si allena nelle arti marziali. Si mostra spesso molto riservato verso le sue compagne di scuola, che amano flirtare con lui e prenderlo in giro. Lui e Reika sono amici d'infanzia, ma Shungo è messo in una situazione in cui deve ospitare e vivere insieme con Mayu.
Mayu Tsukimura (月村真由?, Tsukimura Mayu)
Doppiata da: Mai Kadowaki
Mayu è una succube che viene mandata a vivere con Shungo sperando di superare la sua paura degli uomini. Perché lei non può controllare i suoi poteri, che attirano naturalmente gli uomini come se fossero zombi, mettendoli fuori combattimento con il suo potere quando si avvicinano troppo. La sua goffaggine e la personalità svampita spesso la ottiene in situazioni imbarazzanti. Tuttavia, lei è molto fortunata, tende cioè uscire facilmente da situazioni pericolose. Indossa fermagli per capelli a forma di pipistrello.
Reika Hōjō (北条麗華?, Reika Houjou)
Doppiata da: Miyuki Sawashiro
Reika è la presidentessa del consiglio degli studenti della scuola di Shungo e un erede di un grande conglomerato chiamato Houjou Concern. Ha un carattere fiero e altezzoso, e infastidisce Shungo regolarmente. Tuttavia, dopo essere stata ripresa in un video imbarazzante in cui lei non riesce a sedurre Shungo, lei accetta di diventare la cameriera personale di Shungo e vivere con lui. Anche lei è una succube, ella infatti nasconde un'oscura e seria personalità alternativa che si manifesta di tanto in tanto, nonché una relazione passata con Shungo.
Ryōko Ninomiya (二ノ宮涼子?, Ninomiya Ryoko)
Doppiata da: Michiko Neya
La sorella maggiore di Shungo che lavora come mercenario. Lei porta sempre una videocamera e megafono da regista, dove filma e dirige Mayu in situazioni in cui deve interagire romanticamente con Shungo.
Mikihiro Tsukimura (月村美樹彦?, Tsukimura Mikihiro)
Doppiato da: Ken Narita
Mikihiro è il fratello maggiore di Mayu. Egli è un Incubus, la controparte maschile di una succube. Egli gode particolarmente nel manipolare Reika e gli altri costringendoli a fare quello che vuole. Lui e Ryoko sono amici di vecchia data, in quanto hanno sempre lavorato insieme.
Mitsuru Hosaka (保坂光流?, Hosaka Mitsuru)
Doppiato da: Kouki Miyata
Mitsuru è un senpai di Shungo, egli è l'assistente principale di Reika sia a scuola che a casa. Ha notevoli abilità nelle arti marziali nonché rivale di Shungo.
Shinobu Kirishima (霧島 しのぶ?, Kirishima Shinobu)
Doppiata da: Saeko Chiba
Shinobu è la cameriera della famiglia Hōjō. Porta sempre con sé una wakizashi, pronta per attaccare Shungo, lei infatti pensa che non sia degno per Reika. Lei usa onorifici giapponesi verso Reika, ma subito torna a smussare il discorso verso Shungo.
Hinako Ayakawa (綾川 日奈子?, Ayakawa Hinako)
Doppiata da: Satomi Akesaka
Hinako è una compagna di classe di Shungo con i capelli corti. Le piace prendere in giro Shungo, ma poi diventerà amica di Mayu.
Irori Okushiro (奥城 いろり?, Okushiro Irori)
Doppiata da: Hiromi Tsunakake
Irori è una compagna di classe di Shungo con i lunghi capelli verdi e gli occhiali. Lei flirta con Shungo, ella rivela in seguito di essere anch'essa una succube quando lo bacia e drena la sua energia durante una gita di classe. Tuttavia, il suo unico stratagemma e quello di conquistare l'affetto di un Tasuku, che ama davvero.
Tasuku Okushiro (奥城 たすく?, Okushiro Tasuku)
Doppiato da: Kōji Yusa
Tasuku è un compagno di classe di Shungo con i capelli corti verdi. Egli cerca di interferire nella relazione tra Shungo e Mayu, al fine di ottenere vendetta da una lotta passata, ed è geloso perché Irori ha baciato Shungo.